# Krasznokvajda
Krasznokvajda község Borsod-Abaúj-Zemplén vármegyében, az Encsi járásban.

## Fekvése
A Rakaca-patak völgyében, Miskolctól közúton körülbelül 60 kilométerre északkeletre található község két, korábban önálló település, a Csereháthoz tartozó Krasznokpuszta ("Krasznyik") és a Tornai-dombságban fekvő Vajda települések egyesítésével jött létre. Krasznokvajda a központja a "Hétközségnek" nevezett földrajzi-néprajzi mikrorégiónak, amelyhez rajta kívül Büttös, Kány, Keresztéte, Pamlény, Perecse és Szászfa tartozik.
A község főútja a Szalonnától induló és mindvégig a Rakaca-völgyben húzódó, nagyjából nyugat-keleti irányban vezető 2613-as út, amely 27 kilométer megtétele után itt, Krasznokvajda külterületének keleti részén ér véget, beletorkollva a dél felől érkező 2624-es útba. Még ugyancsak a település területén ágazik ki ez utóbbi útból észak relé a 26 126-os út, amely Perecsére vezet.

## Története

### Középkor
A falu neve két egymással határos, de nem összeépült településrész nevének egymás mellé helyezésével keletkezett. Az újkorban pusztaként szereplő Krasznik vagy Krasznok keletebbre, Vajda nyugatabbra fekszik. Mindkettő szláv eredetű szóra vezethető vissza: krasznok szépet, a magyar nyelvbe is átkerült vajda szó pedig vezért jelentett.
A két falu középkori története hasonló volt, mivel ugyanahhoz az uradalomhoz tartoztak. Vajda első említése 1285-ből, egy hamis oklevélből származik, amely arról tudósít, hogy a Hontpázmány nemzetségbeli testvérpár, Ders és Dömötör megosztoztak Hont vármegyei birtokaikon. Az Abaúj vármegyei Jánok, Vajda és Büttös – amelyet öröklött jószágoknak neveztek – Aba nemzetségből való Amadé tartotta elfoglalva, így arról nem tudtak rendelkezni. Abban maradtak, hogy ezek azé legyenek, aki vissza tudja szerezni őket. A visszaszerző jószándékára lett bízva, hogy mikor osztozzon meg e falvakon atyafiaival. Az örökség minden bizonnyal anyai ágon illette a testvéreket. Vajda és Krasznok az Aba nemzetség Amadé-ágának ősi birtoka lehetett. 1302-ben sokkal részletesebben sorolták fel a jánoki uradalmat, mint másfél évtizeddel korábban: Jánokon kívül Papolc, Raksony, Parlagi, Vajda, Büttös és Krasznok tartoztak hozzá. A Hontpázmány nemzetségből való Ders fia Miklós mindegyiket pusztán állónak nevezte, és elcserélte őket vejével, Szügyi Andrással, aki két lakott nógrádi falut adott értük. A birtokcsere megvalósult ugyan, de évtizedekig tartó pereskedés alapját vetette meg a Szügyiek és Hontpázmányok eme ága között, akik idővel éppen Vajdáról a Vajdai nevet kezdték viselni. E közben az Aba nemzetség Amadé ága is igényt tartott a birtokokra és a 14. század elején valószínűleg ők voltak tényleges birtokosai. A Szügyieket 1307-ben iktatta be a királyi ember az uradalomba, így Vajdába és Krasznokba is. Károly király csak Amadé fiainak és más ellenfeleinek legyőzése után, 1317-ben rendelte el, hogy a Hontpázmány nemzetségbeli Ders fiai kapják vissza az uradalmat. Ez után kezdődött a Hontpázmányok és a Szügyiek vitája. A belháború elcsendesültével, 1321-ben a Szügyieknek adta a király az uradalmat, 1323-ban egy kúriai ítélet is a Szügyiek javára zárta le a pert. Krasznok és Vajda ott szerepelt az uradalom 1323-as határjárásában. 1344-ben kiegyezett egymással a Hontpázmány nemzetségbeli család a Szügyikkel. Az egyezséget a királyi tanács közvetítésével hozták létre. Egymás között felosztották a jánoki uradalmat: Jánok a Szügyieké, Büttös és Vajda pedig a Hontpázmányoké lett. A felosztás során leírták Vajda határait. Ezután a Hontpázmány nemzetség eme ágának családjai birtokoltak Vajdán, ahol 1427-ben a kamara haszna nevű királyi adót 19 paraszti telek után fizették meg. Ebből 8 telek esett Vajdai Mihály és 11 Ders István részére. Krasznok valószínűleg már a 14. első felében elnéptelenedett, az 1344-es határjárásban nem szerepelt, és pusztaként Vajda határába olvadt.
A két falu közül Vajda volt egyházas hely. Az egri püspökség tizedeinek felosztásakor tizedei a káptalannak jutottak. E miatt a püspök és a káptalan között per keletkezett, amelyben 1319-ben egyezett ki a két fél. Más Abaúj, Borsod és Ung vármegyei települések és Eger egy részének tizedei mellett Vajda falu tizedeit is visszakapta az egri káptalan. Papja, Domonkos 1332-ben 15 garasra becsülte a pápai tizedfizetési kötelezettségét, amelyet azonban vitattak, 1333-ban 14, 1334-ben 8 garast fizetett a pápai tized címén. Plébánosát 1405-ben Istvánnak hívták.

### Kora újkor
A falu a 16–17. században is Vajda néven ismeretes, de későbbi neve – Krasznokvajda – nemesi előneveként már a 17. század második felében megjelenik a birtokosok közé bekerült krasznik-vajdai vagy krasznikvajdai Szent-Imrey családnál. A prédikátum egyszerre vonatkozik a család két birtokára: Vajda falura és a vele szomszédos, szintén középkori eredetű, de már a 15. századtól elnéptelenedett Krasznik vagy Krasznok pusztára.
A középkori jánoki (ma: Janík, Szlovákia) uradalomhoz tartozó Vajda falu Mohácsot követően lassan kikerül az egységes uradalmi igazgatás alól, és középbirtokos nemesek mint conpossessorok, azaz birtokostársak közös jószága lesz. Vajdára is jellemző lesz a 16. század második felében a török kori Cserehát birtokjogi sajátossága, a birtokosi közösség, az ún. conpossessoratus, amikor több nemeshez vagy nemes családhoz megosztva tartozik a birtok, amelyet a földesurak jobbágytelkenként, így jobbágyonként is felosztanak egymás között. A földesúri családokat legtöbbször rokoni kapcsolatok fűzik össze, több birtokos házastársa révén lesz Vajda földesura.
A fő birtokos a 16. században is a középkori eredetű Jánoky vagy Vajdai család marad, amelynek tagjai az egykori jánoki uradalom több falujában (Jánok, Vajda, Büttös) is örökösök. A Jánoky család Jánoki Tamás fiaiban: Gergelyben és Pálban a 15. század végén két ágra szakadt, a 16. század közepén a Gergely-ágat az unoka, (Jánoky Tamás fia) István (1503–1568) képviseli, míg unokafivére, Jánoki/Jánoky Oszvald (†1550 k.) Tamás másik fia, Pál leszármazója. Jánoky Oszvaldnak két lánya született: Anna és Erzsébet. A Jánokyak fő csereháti jószágait: Vajdát és Büttöst a 16. században közösen birtokolta a Gergely-ág (Jánoky István) és a Pál-ág (Jánoky Oszvald).
A Gergely-ágból származó Jánoky István azonban 1556-ban kénytelen volt megválni az I. Ferdinánd király által elkobzott birtokaitól, ugyanis felségsértéssel vádolták, mert a királlyal szembeforduló Bebek Ferenc (†1558) és fia, György (†1567) pártján állt, feltehetően az oligarchák familiárisa volt. Bebekéket hűtlenségük miatt 1556 elején az országgyűlés elítélte és száműzte, és hívüket, Jánoky Istvánt is fej- és jószágvesztésre ítélték, az uralkodó azonban még abban az évben, 1556. szeptember 7-én megkegyelmezett neki, jószágait is visszaadta. Az 1568-ban elhunyt Jánoky István birtokait azonban mégsem örökölhették fiai, a Geszti Annától született Zsigmond (1583-ban a szendrői végvár kapitánya és prefektusa) és Gáspár, mivel apjuk halála után a kamara lefoglalta a Hont és Abaúj vármegyei örökséget, arra hivatkozva, hogy Jánoky István örökös nélkül halt meg, így a család ezen ágának magva szakadt. A tényleges örökösök azonban tiltakoztak, még az országgyűlést is megkeresték, amely törvényben (1569:58 tc.) rendelte el a jószágok visszaadását. Közben az I. Miksa király már tovább is adományozta a Jánoky-örökséget, mind az Abaúj vármegyei birtokokat – Jánok, Vajda, Büttös – 1569. augusztus 1-jén, mind a Gömör és Hont vármegyei birtokokat 1570. február 2-kán, mégpedig Draskovich Gáspárnak és csömöri Zay Ferencnek.
A portális vagy dikális néven ismert királyi adó (rovásadó) jegyzéke 1552-ben Vajda földesasszonyának Jánoky Oszvald özvegyét tünteti fel. 1572-ben Jánoky Oszvald és Varjassy Katalin lánya, Erzsébet és férje: szokolyi Baxay (Baksay vagy Baksy) János, valamint másik lányuk: Borbála és férje: szomolyai Füzy Ambrus kap királyi megerősítést 1572-ben Hont és Gömör vármegyei birtokaikra, valamint Abaúj vármegyében Vajda, Jánok és Büttös részbirtokokra, illetve Keresztéte teljes pusztára. A sógorok, Füzy Ambrus és Baksy János egyébként már 1567-ben is bizonyosan birtokostársak Abaúj vármegyében, 1564-ben pedig együtt választják meg őket Abaúj vármegye hites törvényszéki ülnökeinek. 1572-ben a király visszautalta az abaúji birtokokat Jánoky István fiainak, akik úgy egyeztek meg, hogy Zsigmond a rá eső birtokrészt átadja fivérének, Gáspárnak (†1610 körül), ezt azonban időközben unokanővérük, Jánoky Erzsébet férje, Baksay János elfoglalta. Végül a Gergely-ágból származó Jánoky István fiai kiegyeztek a Pál-ági örökösökkel, azaz Jánoky Oszvald (Ozsvát) leányainak családtagjaival, és mindkét ág részesedett a jószágokból.
Jánoky Oszvald lánya, Erzsébet és férje: szokolyi Baksy János, akiket a vajdai (krasznokvajdai) református templomban temettek el 1580 körül, lányukat, Baksy Zsófiát a horvát eredetű Sztranszkovics (Sztranszikovics) Horváth (más néven: Sztranszkovich–Draskovich) Györgyhöz adták feleségül. 1582-ben a portális adójegyzék már Horváth Györgyöt nevezi meg Vajda egyik földesurának. 1596-ban az adójegyzékben 4 vajdai földesúr szerepel, egyrészt a Jánoky-örökösök: Baksy Pál és Jánoky Gáspár (Jánoky István fia), illetve két „idegen” birtokos, a sárosi nemesi családból származó Gyármán Mihály és illetve Győri György.

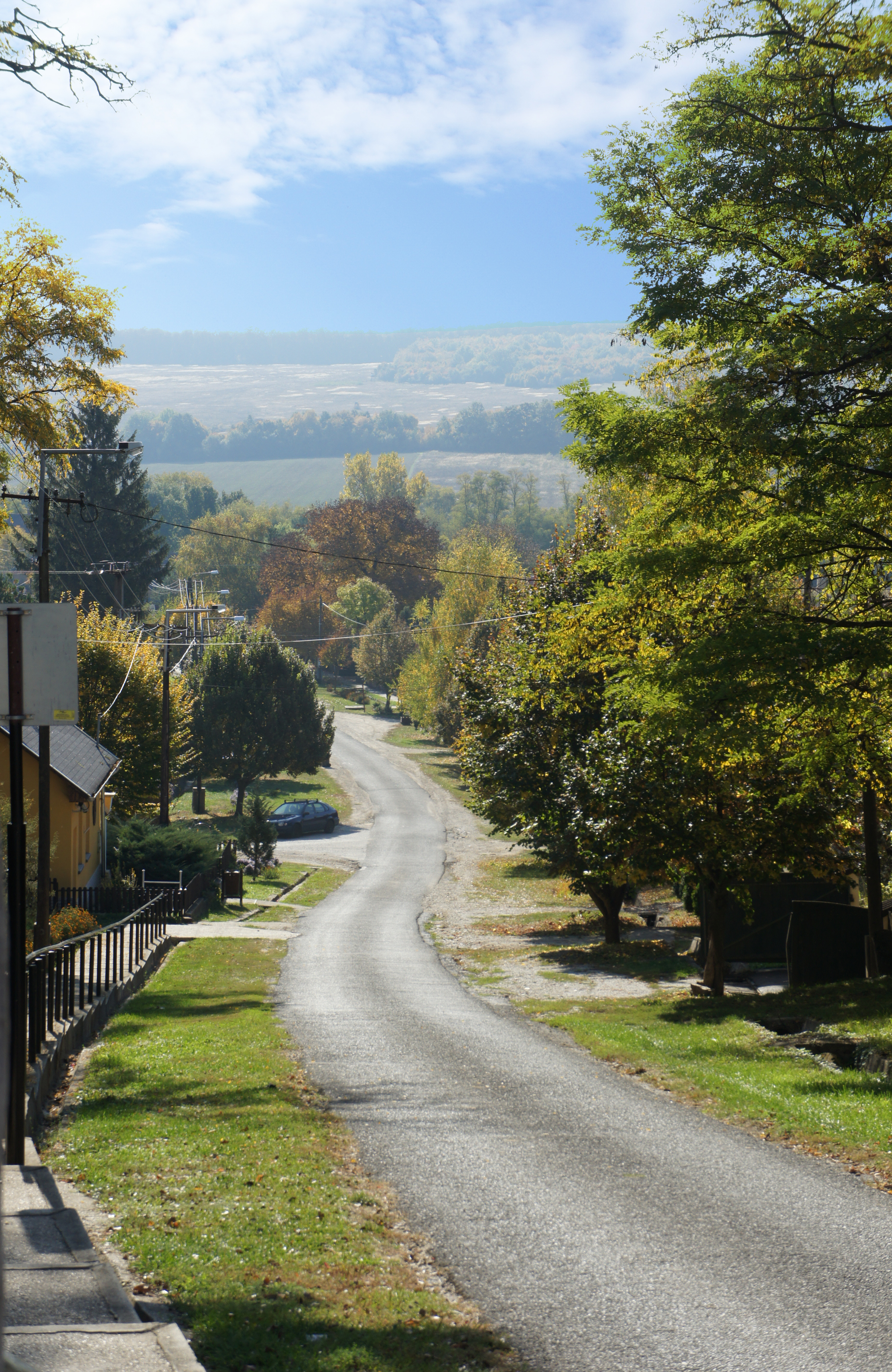
Krasznokvajdai utca

Id. Sztranszkovics Horváth György és utódai a 17. században már a vajdai Horváth nevet viselik. Vajdai Horváth Györgyöt és feleségét, Baksy Zsófiát 1610 körül szintén a vajdai református templomban temetik el. Unokájuk, Horváth János fia: ifj. vajdai Sztranszkovics Horváth György (†1660) előbb Jánoky Juditot, majd szemerei Szemere Erzsébetet vette nőül, akinek családja, a Cserehát ősi nemesi famíliája szintén szerzett birtokrészeket az egykori jánoki uradalom Vajda, Büttös nevű falvaiban, illetve Keresztétén, de ezeket 1652-ben a Szemere család eladta vajdai Horváth Andrásnak, Horváth János másik fiának. 1641-ben Vajda egyik birtokosa vajdai Horváth András, mellette pedig Baksy Mihálynak vannak jobbágyai a faluban, aki a Jánokyak Gergely-ágából származó Jánoky Zsuzsanna (Gáspár lánya) első férje. Jánoky Zsuzsanna azonban első férje halála után újra férjhez ment, és 1655-ben minden ősi, illetve első férjével szerzett jószágát: Büttös, Vajda, Keresztéte, Vendégi, Újlak és Beret falvakban lévő birtokrészeit második férjére, a szászfai birtokán élő és a Wesselényi-féle szervezkedésben is részt vállalt szászfai és uzapanyiti Uza Mihályra testálja.
Ifj. vajdai Horváth György (†1660) abaúji táblabíró, vármegyei adószedő (1635) és szolgabíró (1639) második házasságából származó lánya, vajdai Horváth Zsuzsanna (†1698) révén egy újabb család került az egykori Jánoky-örökségbe, a Szent-Imrey nemesi família, amely egészen a jobbágyfelszabadításig Vajda földesura marad. A zempléni Nagymihályban (ma: Michalovce, Szlovákia) született Szent-Imrey Szabó András (1633–1703) ugyanis 1664. március 20-án feleségül vette a Vajdán és a környékbeli falvakban birtokos vajdai Horváth Zsuzsannát. A Krasznokvajdán élő Szent-Imreyné Horváth Zsuzsanna és fivére, György egyrészt egymás között, másrészt féltestvéreikkel, Horváth Jánossal és Péterrel (Jánoky Judit fiaival) 1666-ban osztályegyezséget kötöttek. Ifj. Horváth György egyébként birtokrészeit már 1665-ben eladta féltestvérének, Horváth Zsuzsannának és férjének, Szent-Imrey Szabó Andrásnak, akinek nemességét is kihirdették Abaúj vármegyében 1666-ban. Szent-Imrey Szabó András így egyszerre lett tagja Abaúj vármegye nemesi univerzitásának, krasznik-vajdai nemesi előnévvel, és részbirtokosa az egykori jánoki uradalom részeinek: Krasznik-Vajda, Büttös, Jánok, Keresztéte falvaknak.
A 17. század második felében tűnik fel a birtokosok között az eredetét a honfoglalásig visszavezető szemerei Szemere család. A szemerei kastély ura, Szemere Pál (†1652) országgyűlési követ, kamarai tanácsos, vármegyei jegyző és felesége, Putnoky Klára (†1667) fia: szemerei Szemere László (†1677), 1667–1672 között zempléni alispán, ugyancsak a vajdai közbirtokosság tagja volt. Amikor a Wesselényi-féle szervezkedés után a rendi ellenállásban való állítólagos részvétele miatt lefogták és javait államosították, a szepesi kamara az 1675. évi birtokleltározásnál Vajdán 2 egész jobbágytelket és két zsellért, illetve tölgyerdőket írt össze Szemere László birtokai között, ugyanakkor volt részjószága Büttösön is.
Vajda falu a török korban megőrizte viszonylagos integritását, a 17. század végéig megmaradt adózásra képes jobbágyfalunak. A települések termelőképessége alapján megállapított rovásadó listáján vajda 1532-ben tűnik fel viszonylag magas, 10 adóporta értékkel, amely 1552-re még emelkedik is, 14 portára. 1549-ben a jobbágyok mellett 11 zsellért is feljegyeztek az adórovók, továbbá 4 ún. új házat, azaz később adóképessé váló, gazdálkodást tervező jobbágyi háztartást, illetve 2 földesúri majort is. Vajdán a birtokosoknak már a középkorban volt lakhatásuk, később rezidenciákat és a nemesi kúriákhoz kapcsolódó majorságokat is berendeztek az egymással rokonságban állt földesúri famíliák, a falu a török korban, majd tovább is földesúri kastély és kúriák, majorok helyszíne maradt.
Vajda közepes méretű, 14 portára értékelt adófakultása egészen 1567-ig fennállt, ekkor azonban, a Cserehát több más falujához hasonlóan, fejlődése megakadt, Hasszán temesvári pasa 1567 márciusában indított felső-magyarországi hadjárata miatt. Az oszmán hadvezér János Zsigmond erdélyi fejedelem megsegítésére 5000 fős török sereggel és krími tatár kísérőcsapattal támadt a Lazarus von Schwendi felső-magyarországi főkapitány által ellenőrzött vidékekre, ezekre ugyanis az erdélyi fejedelem is igényt tartott. A hadjárat során a törökök Vajdát is felprédálták, a házakat felégették, a lakosok ebben az évben adót sem tudtak fizetni. A falu azonban, a veszteség ellenére, igyekszik gyorsan visszanyerni vitalitását, és az 1570. évi adóösszeírás szerint 20 új ház épül a felégetett ingatlanok helyett, 1578-ban pedig már 10,5 porta után fizetik a telkes jobbágyok a királyi adót. 1578-ban 19 zsellért, azaz jobbágytelki gazdálkodásból teljesen vagy részlegesen kiszorult családfőt is felvettek az adóösszeírásba, akik különböző paraszti tevékenységükkel szintén hozzájárultak a falu gazdaságához. 1582-re Vajdán 26-ra nőtt a zsellérek száma, a portaszám viszont 6,5-re csökkent, azaz bizonyos elszegényedés kezdődött a falu adózó népességét tekintve, 1596-ban, a tizenötéves háború (1593–1606) kezdeti időszakában a 20 zsellér és az ismeretlen számú telkes jobbágy összes portaszáma 5,5, 1597-ben pedig már csak 3 portát mint adóalapot állapítottak meg az adórovók. 1598-tól a porta helyett a ház lett az adófizetés alapja, és Vajdán 34 ház után vetik ki a királyi adót, ez a magas érték közelít a korabeli jobbágytelkek számához. A lakosság 1600-ban már csak 20 adóház után fizeti a rovásadót, 1608-ban, amikor utoljára rótták ki a falura az adót az adóképes házak alapján, Vajdán 9-re csökkent ez az érték, miközben más csereháti helységekben sokkal nagyobb volt a termelőképesség pusztulása. A falu gazdasági potenciálját jelzi, hogy termelőképességét 1609-ben 3 portára becsülték az adórovók, amely érték a török kor legpusztítóbb időszakát jelentő tizenötéves háborút követően viszonylag magasnak értékelhető. Vajda a 17. században is megmarad jobbágyfalunak, a Cserehát számos falujára jellemző taxás adózás itt nem váltja fel a rovásadót. A portaszám azonban a 17. század első felében tovább csökken, 1613-ban és 1618-ban ez az érték még 2,5, de 1624-ben a falunak már csak 2 portája van, ezt az adóképességet fele-fele arányban adták össze a telkes jobbágyok és a zsellérek. 1626-ban a jobbágyok gazdálkodása 1, a zselléreké fél porta adóképességet ért, 1632-ben pedig már csak ¾ portára becsülik a teljes falut, 1635-ben a falu adózó társadalmának mindkét része, tudniillik a telkes jobbágyok és a zsellérek, fél-fél portányi adófakultással rendelkeznek.
A falu és a régió történetében a legsúlyosabb tragédia 1640-ben következett be, az oszmán katonák pusztítása ekkor ugyanis Vajdát az oszmán hatalom, az egri törökök joghatósága alá kényszerítette. 1640-ben az Abaúj vármegye jegyzőkönyvébe bejegyzett korabeli tanúvallomás szerint a törökök „nagy kegyetlenül rablották Felső-, Alsó-Gagyot, Kércset és Baktát, iszonyú égetéseket tevén, amely helyekből keresztény atyánkfiai közül kiket levágott, kiket megégetett, kiket kegyetlenül rabságra vittek, összességgel teszen hétszázig”. Vajdát sem kímélte az oszmán támadás: a török „az vajdai mezőről vitt el hét gyermeket, és egy legényt levágott”. Az 1640. évi hódoltató pusztítás után Vajda is meghódolt, erről maguk a vajdai jobbágyok vallottak a vármegye előtt 1641-ben: „Vajdán lakozó Dienes Pál, vajdai Horvát András jobbágya, 35 esztendős, Jó András, Baxi Mihály uram jobbágya, Fonó Mihály, ugyan őkegyelme jobbágya hitek után így vallanak. Az szomszédságinkban egynéhány falukat elrabolván az pogány ellenség, az szegény gagyiakat is mely kegyetlenül elpusztítá, és az mi mezőnkről is hét jó inast elvittek, és egy jó ifjú legényt levágtanak. És gyakorta való reánk izenő, fenyegetőző izenetekkel rettentvén, az sok vigyázás miá’ teljességgel megnyomorodván, kíntelenség alatt kedvét kellett keresnünk az pogány ellenségnek. Az urunk Demer Agane Fekete Ali, megsummáltunk vele 26 Ft-ban, 26 icce vajban, császár adaja 5 Ft, [korábban] soha nem hódolt.” A szomszédos csereháti falvakkal együtt így került török uralom alá Vajda is 1640-ben, ez egyszerre jelentette a szultáni, azaz oszmán állami hatalmat és a török földesurat. Vajda török földesura az egri Demer aga, más néven Fekete Ali lett, aki a földesúri járandóságot nem jobbágyonként, hanem összesítve (summásan) kérte falujától, évi 26 forintot és 26 icce vajat, az Oszmán Birodalom alattvalóiként pedig a „császár (azaz a szultán) adóját” fizették évi 5 Ft-ban. Demer aga egyébként a Borsod vármegyei Felső- és Alsótelekest már a 17. század elején megszerezte magának, mint jobbágyfalut, 1627-ben pedig a Gömör vármegyei Csoltó (ma: Čoltovo, Szlovákia) földesura lett. 1641-ben Vajda mellett a szomszédos Büttöst is földesúri hatalma alá kényszerítette. Vajda ettől kezdve a Hódoltság peremvidékének azon helységei közé tartozott, egészen Eger 1687. évi törökök alóli felszabadításáig, amelyek kettős adóztatás alá estek, azaz a Magyar Királyság és a magyar földesurak mellett az egri törökök is adóval és járulékokkal terhelték őket. 1648-ban a magyar királyi rovásadó-jegyzékben Vajdát, a legtöbb csereháti településsel együtt, már a töröknek adózó települések között sorolják fel, de még ekkor is adóképes, a magyar királynak fél porta után fizeti (a török uralom miatt felére csökkentett) adót.
A királyi kamara által bérelt egyházi tized török kori jegyzékeiben már Vajda adózó népessége is feltűnik, igaz, 1552-ben még csak a falu által szolgáltatott gabonadézsma mennyisége jelenik meg (88,5 kalangya őszi gabona, 16 kalangya és 8 kéve tavaszi gabona), 1581-ben viszont már a 10 gabonadézsma-fizető jobbágy nevét is feltüntetik, hasonlóan az 1582. évi borjegyzékhez, amikor Pető Sebestyén falusi bíró vezetése alatt 31 jobbágy ad összesen 19 kassai köböl bordézsmát. 1600-ban, amikor 20 adóház után fizették a rovásadót, a vajdaijobbágyok (Adorján Péter bíró és 28 dézsmafizető: Német Márton, Fonó János, Dienes Márton, Nagy Tamás, Konc János, Domonkos Benedek, Balog Jakab, Demjén Demeter, Dienes István. Szabó Ambrus, Olasz Péter, Fonó István, Fáji Pál, Füstös György, Olasz Lőrinc, Zádorházi András, Fonó Jakab, Fáji Sebestyén, Pap Jakab, Csáki Márton, Márton deák, Csorba István, Péter Balázs, Kovács János, Csáki György, Füstös Orbán, özv. Pap Ilona) 44 kalangya őszi és 10 kalangya tavaszi gabonát szolgáltattak a királydézsmába, ekkor Füstös Pál és egy Erzsébet nevű özvegy, dézsmálható termés híján, kereszténypénzt fizetett. A dézsmalista mögött feltűnnek a 16. század végi törzsökös jobbágycsaládok (Füstös, Fonó, Olasz, Fáji) is. 1625-ben ugyancsak Adorján Péter a bíró, amikor a 32 (10 iccés) helyi köböl bordézsmát már csak 10 jobbágy fizeti: Német Márton, Domonkos Máté, Bűdi Máté, Bíró János, Dienes György, Dienes Pál, Kovács Péter, Szabó János, Fonó András. A legtöbbet, 10 köböllel Német Márton ad a dézsmába. A jobbágyok között feltűnik két új család is, a Fonók és a Dienesek, de a 17. század közepén már ismét új nevek jelennek meg. 1645-ben a korábbi telkes jobbágyok helyett már csak kereszténypénzes zsellérek élnek Vajdán, de többen annyira elszegényedtek, hogy a zsellérpénzt sem tudták tőlük beszedni: Palia Márton, Horvát Pál, Nemes Pál, Katona Pál, János deák, Kovács Péter, Szabó György, özv. Oláh Pálné, özv. Szedelei Mártonné, Kardos Jakab. Kardos Jakab egy új vajdai adófizető család megalapítója, amely a 18. század elején is Vajdán él. 1672-ben, amikor a falu egyik földesurának, Szemere Lászlónak a kincstár lefoglalja birtokait, vajdai birtokrészén 2 telkes jobbágy (Kardos Jakab a 25 éves fiával, Tót János a 16 éves fiával) és két zsellér (Dienes Márton a 2 éves fiával és Nagy István) gazdálkodik. 1681-ben Vajdáról nem szednek tizedet a dézsmások, ugyanis „részben puszta a falu”, de 1684-ben ismét van dézsmálható termése 6 jobbágynak (Váci Péter bíró, Nemes Péter, Bíró Mihály, Sánta István, Kardos András, Forrai András, Albert Mihály), igaz, csak rozsból, összesen 4 (16 kévés) kalangya és 10 kéve. 1691-ben csak méhük után fizetik a dézsmamegváltást az alábbi vajdai jobbágyok: Bíró Mihály bíró, Kardos Márton, Demeter András, illetve Kardos János zsellér. A vajdaijobbágyok 3 nyomásos szántóföldi gazdálkodást folytattak, Szemere László 2 egésztelkes jobbágya egyenként 15 köblös szántófölddel rendelkezett, azaz telki állományuk nyomásonként 5 kassai köböl vetőmagot fogadott be. Szemere László 2 jobbágytelke mellett a többi földesúr 16 telek felett rendelkezett. A 17. század végén cenzust nem fizettek a földesuraknak, robotot hetenként két napot teljesítettek, a jobbágyok és zsellérek mellett 4 nemesi jogállásúnak is volt háza és gazdasága.
Vajda adózó lakosai és földesurai, a borsodi és abaúji régió legtöbb településéhez hasonlóan, a 16. század második felében a reformáció hívei lettek. A falu egyháza az 1567. évi debreceni zsinaton a Helvét Hitvallást aláíró abaúji, más néven kassavölgyi református seniorátushoz (esperességhez) tartozott, amely a 16. század végén egyesült a tornai egyházakkal, és ettől kezdve abaúj-tornai egyházmegyeként működött. Vajda vallásos közössége, gyülekezete a 16. század végétől anyaegyház volt, református lelkészei – Dombrinus (Dombrói) Barnabás (1579–1581), Miskolci János (1597), Jánki Mihály (1620–1624), Gyöngyösi Márton (1625), Jánki Mihály (1629) – a büttösi és perecsei híveknek is szolgáltak. A Jánoky, majd a vajdai Horváth és a krasznikvajdai Szent-Imrey földesúri családok, illetve a Szemerék szintén a református egyház elkötelekezett hívei voltak.
A Jánokyak és Szent-Imreyek a 16–17. században a középkori eredetű vajdai református templomba temetkeztek, a 18. században még megvoltak sírfelirataik. Vajdán lelkészlak épült, amelyhez szántóföldek is jártak, a Szőlővölgy és Tanorok nevű első nyomásban 9 parcella, ezek közül a 17. század elején már csak 4-et használtak, ezekbe összesen 9 köböl gabonamagot lehetett elvetni. A Pereczki patak nevű második nyomásban a 8 szántóföldből csak 3-ba vetettek, egyenként 3 köböl vetőmagot, a negyediket pedig kenderföldnek fogták fel. A Vendégi völgy elnevezésű harmadik nyomásban 8 parcellája volt a református lelkésznek, egyenként 1 köböl vetőmagra való, de az egyiket itt is kenderfölnek használták. Három rét is járt a parókiához, 2 a Macska molna nevű kaszálóban, a harmadik neve: Pap rétje. A prédikátor az irtványföldekből is részesedett, egyik irtvány a nemesi oszlásföldtől a perecsei határig tartó Kis Tilalmasban volt, a másik a Gagyi út felé való nyomásban, a harmadik a Szászfa felé való nyomásban, a szászfai határnál. Az erdő (tűzifának való) felosztásakor a lelkésznek ugyanannyi járt, mind a jobbágyoknak egésztelkük után. A prédikátor szolgálatait a vajdai hívek az alábbiak szerint díjazták a 17. század elején: az, aki saját ekével szántott, egy-egy 60 kévét tartalmazó kepét adott évente, a „cimborás”, azaz közös ekével szántójobbágyok ennek a felével tartoztak. A zsellérek egy köböl szemes gabonát, fele-fele arányban őszi búzát és rozst adtak, ezen felül minden családfő egy tyúkot is. Az özvegyasszonyoktól 3 sing vásznat kapott a prédikátor. A kamara által bérelt egyházi tizedből octava, azaz nyolcad járt a vajdai lelkésznek, a helyi földesurak mint kegyurak a gabonakilenced tizedét neki adták. Vajdán tanítót is alkalmazott az egyház, akinek fél köböl gabona járt évente minden családtól, mind az anyaegyházban, mind fíliákban. A lelkész az esketésért 12 dénárt kapott, keresztelésért egy tyúk, egy kenyér és 1 dénár ún. komapénz járt, temetésért 12 dénár, de ennek felét a temetésen közreműködő tanítónak fizették.
Vajda a török kori pusztulás ellenére is élő jobbágyfalu maradt 17. század végére, 1696-ban az országos adóösszeírás 4 adóképes jobbágyot sorol fel: Demeter András, Bíró Mihály, Kardos Márton, Kardos János, adófakultásukat 1/64 portára becsülik a kamara adórovói. Vajda adóképessége a 18. század elején is megmarad, 1707-ben 1/8 és 1/16 portára értékelik a falu termelőit. A török kiűzése után készült 1715. évi országos összeírás szerint Vajda faluban közepes termékenységű földön, három nyomásban 3 jobbágy (Pallag János, Bíró Mihály, Erős János) és 1 zsellér (Kardos Mátyás) gazdálkodik. Az egésztelkek után 9–10 köblös földek járnak (nyomásonként 3–3,5 köböl vetőmagra valók), minden elvetett köböl szemes gabona után ősziből kb. 3-szoros, tavasziból 4-szeres termést hoz a vajdai szántóföld. Legelői elegendők, sással megterhelt rétjei minden emberkaszáló után 1 kocsi szénát eredményeznek. A vajdai lakosok terményeiket a két mérföldre lévő Szepsiben (ma: Moldava nad Bodvou, Szlovákia) értékesíthetik. Tűzifájuk elegendő, de a földesúr makkos erdőjében csak fizetés ellenében nevelhetik disznaikat. Szénájuk sással kevert, földjük homokos, jórészt erdős, kis része sík fekvésű, a szántást négy igaerővel végzik.
Bél Mátyás 1730-as évek elején készült és a 21. századig kéziratban maradt, Abaúj vármegyét latin nyelven leíró monográfiájában Vajda természeti környezetét is bemutatja: „41. Vajda a hasonló nevű, hosszan elnyúló völgyben terül el, amely esős év esetén túlságosan mocsaras lesz. A völgy kacskaringós fekvése miatt a faluból csak korlátozottan lehet kilátni. Emiatt szántóföldje is lejtős fekvésű. Rétjei, amelyek szépen a völgy mentén nyúlnak el, szántóföldjénél nemesebbek. Délről és északról erdők határolják. A falu öröklésének joga a Jánoky és a Horváth-Sztransikovics családot illeti, de zálogként már egyéb más családok is birtokosok lettek.”

### 18. század
A község népességének egészéről a 18. század második felétől áll rendelkezésre megbízható adat. II. József népszámlálása volt az első olyan összeírás, amely a teljes lakosságra kiterjedt, és ennek adatai szerint 1785-ben a falu honos népessége 565 fő volt. Ludovicus Nagy 1828-ban megjelent népességstatisztikai munkája hasonló népességnagyságról tudósít (ekkor 549 főt tartottak nyilván), és ennek felel meg a Fényes Elek Geographiai szótárában található 556 fős érték is. A házak száma a 19. század elején: II. József idején még 66, 1828-ban már 73 házat jegyeztek fel az összeírók. Az 1828-as országos adóösszeírás idején 46 személy után kellett adót fizetni a faluban. Az 1760-as évek végén végrehajtott úrbéri összeírás időszakában 10 jobbágy és 7 házas zsellér, valamint családjuk élt meg a falu határában elterülő úrbéres földeken, melyek összesen 6 és 3/8 telek területre terjedtek ki. A másfél évtizeddel későbbi népszámlálás idején már 18 jobbágyot és 85 zsellért regisztráltak a faluban, ami feltehetően arr utal, hogy újabb telkeket alakítottak ki, de a faluban jelentős lehetett a majorsági gazdálkodás is. Krasznokvajda határát Vályi András „jó”-nak minősítette.
A település lakosságát a korszak statisztikai írói kezdettől magyarnak minősítették, ami megkülönbözteti a ruszinok lakta vagy vegyes etnikumú közeli falvaktól. Krasznokvajdán katolikus plébánia és református egyházközség is működött – már az 1785-ös népszámlálás idején két papi személy is lakott a faluban. A többséget a katolikusok tették ki, akiknek a gyülekezete 1828-ban 459 hívet számlált, Fényes Elek már idézett (két évtizeddel későbbi) könyve szerint pedig 459 római és 28 görög szertartású katolikus élt a községben. A református közösség jóval kisebb volt, 1828-ban 57 protestáns hívőt regisztráltak, az 1850-as adat szerint pedig már csak 30 fő alkotta a kálvinista egyházat. Az utóbbiakhoz hasonló nagyságú izraelita közösség korai jelenlétére utal, hogy már a józsefi népszámlálás idején élt Krasznokvajdán 5 zsidó család, az 1828-as összeírás 3 „judaeus” adófizetőt regisztrál, Ludovicus Nagy ugyanebben az évben megjelent kötete 33, Fényes pedig 39 zsidó személyről tudósít.
Egy további társadalmi sajátosság, hogy 1828-ban egy, az év egészében dolgozó iparos mester (egy csizmadia) is élt a faluban, ami ritkaságnak számít a környéken. Talán összefügg ezzel, hogy aránylag számos kisnemesség is lakott a településen, II. József népszámlálása idején a 91 keresztény háztartásban összesen 19 nemes férfi (és fiúgyermek). Az úrbéri összeíráskor szerint a 187 hold kiterjedésű jobbágyföld legnagyobb része (mintegy 4 jobbágytelek) Szentimrey József birtokában volt, egy további rész Szentimrey László örököseit illette osztatlanul, és rajtuk kívül a Péchy és a Csoma nemzetség egy-egy tagja birtokolt még úrbéri földet. A református gyülekezet 1795-től vezetett anyakönyvében számos további nemesi família neve is előfordul (pl. a Ragályi, Pamlényi és Balla családoké), akik feltehetően a kisbirtokos vagy jobbágytelen élő kisnemesek közé tartoztak. A Szentimrey családnak kastélya is állt a faluban – amit Korabinszky „szép”-nek minősített –,Fényes pedig a 19. század közepén egyenesen három kastélyról adott hírt.
A falu életének drámai eseménye volt a kolera megjelenése 1831-ban, az első hazai kolerajárvány részeként. A református halotti anyakönyvben augusztus 9-én jelenik meg halálokként a „cholera” és ettől kezdve október 4-ig 31 halálesetet és temetést regisztrált a lelkész, amelyek mindegyike ehhez a betegséghez köthető (habár ő hamar átállt a „pestis” szó használatára). Ennek a pusztításnak a mértékét jól fejezi ki, hogy ekkoriban jellemzően éves szinten temettek 5-15 főt Krasznokvajdán.

### 19. század
Krasznokvajda népessége az 1873-as kolerajárvány következtében csökkent, ezután azonban – csereháti összehasonlításban – gyorsan növekedett (1870-ben 481 fő, 1880-ban 353 fő, 1900-ban 484 fő). A születések aránya 1900 és 1910 között 35‰, a halálozásoké 18,4‰, a természetes szaporodásból adódó gyarapodás 86 fő. A népesség száma ennél nagyobb mértékben emelkedett (1910-ben 602 fő), vagyis a községre – a régióban ritka kivételként – vándorlási nyereség volt jellemző.
A lakosok többsége a 19. században a római katolikus felekezethez tartozott (1900-ban 282 fő, 58%), rajtuk kívül görögkatolikusok (69 fő), reformátusok (62 fő), evangélikusok (9 fő) és galíciai eredetű izraeliták (62 fő) éltek a faluban. A századfordulón a helyi református közösség – a hívek számának csökkenése miatt – „válságos helyzetbe” került, ezért az abaúji egyházmegye közgyűlése az elaggott lelkészt (Kőrösy Istvánt) nyugdíjazta, s a „szellemi és anyagi” felügyeletet a szomszédos Szászfa lelkészére bízta.
A település földhasznosítása a század második felében lényegesen átalakult. A szántók területe 1865 és 1895 között 896 kataszteri holdról 1058 holdra, a legelőké 163 holdról 335 holdra emelkedett (a faluhatár 54%-a és 17%-a), az erdőké viszont 631 holdról 312 holdra csökkent. A közbirtokossági erdők irtása tehát részint a szántóföldi termelés bővítését, részint a legeltethető területek növelését szolgálta, az állatállomány növekedését, valamint a tenyésztés korszerűsítését azonban a rendszeres járványok (lépfene, sertésorbánc) akadályozták. 1895 és 1915 között a szarvasmarhák száma 386-ról 300-ra, a lovaké 64-ről 46-ra és a sertéseké, amivel a szegényebb családok is rendelkeztek, 527-ről 339-re apadt.
A rendi korszak végén számos nemesi família élt Krasznokvajdán, akik a környező településekre (Kány, Büttös, Perecse, Szászfa, Keresztéte, Pamlény) kiterjedő rokoni hálózatok, illetve az örökösödés révén azokban is rendelkeztek töredéktelkekkel, miként az említett falvakban élőknek ugyancsak voltak földjei Krasznokvajdán. E családok közül többen eladósodtak, birtokukat elárverezték, de voltak olyanok is, akik megtartották társadalmi presztízsüket és lokális befolyásukat: a Szászfáról származó Radóczy Rudolfot például 1911-ben törvénybíróvá választották.
A legjelentősebb nemzetség a Borsod és Sáros vármegyei birtokokkal rendelkező Szentimrey (Szent-Imrey) volt, akik a reformkorban megyei hivatalokat töltöttek be. Szentimrey András 1833 és 1846 között a Kassai járás főszolgabírója (az 1860-as években tevékeny szerepet vállalt az Abaúj-Torna vármegyei Gazdasági Egyesület szervezésében), fia, György vármegyei al-, majd főjegyző. Szentimrey Elek Krasznokvajdán gazdálkodott, és kitűnő gyümölcs- és bortermelő hírében állt (emellett a Magyar Történelmi Társulat tagja), az 1880-as években azonban tönkrement, és birtokát, a régi kúriával együtt, Scholtz Gyula vásárolta meg. A vállalkozónak a század végén körülbelül 1270 hold földje volt, míg a régi nemesi családból származó, Szentimreyekkel rokon Zábráczky József 180 holdas birtokát Silberger József bérelte. A megmaradt nagybirtok a paraszti társadalom összetételét is befolyásolta: az önálló kistermelők száma alacsony, a földnélküli mezőgazdasági munkásoké és cselédeké viszonylag magas volt (1900-ban – a keresőket tekintve – 15, illetve 99 fő).

### 20-21. század
1905-ig a település Krasznikvajda néven volt ismert. 1910-ben Abaúj-Torna vármegye Tornai járásához tartozott. A község 2 061 kat. holdon (= 1186 hektár) terült el, lakóinak száma 602 volt. A szinte teljesen magyar anyanyelvű lakossággal rendelkező faluban mindössze 2 fő egyéb anyanyelvűt tüntetett fel a statisztika. Vallását tekintve annál heterogénebb volt a közösség: a legtöbb hívő, 408 fő, római katolikus volt, majd 108 görögkatolikus, 45 református, 35 izraelita és 6 evangélikus következett. A lakosság többségének megélhetése a mezőgazdaságból származott, az ágazatból élők aránya az 1960-as évektől csökkent.
Az első világháború idején számos helyi család gyászolt hősi halottat. Az elesettek között volt Aranyosi István, Balogh András, Buskó Lajos, Csehovics János, Csík János, Ecker Béla, Estók János, Ferenczy János, Filyó János, Géci János, Hajdú József, Mata Rudolf, Máté András, Matlák István, Nagy János, Szemán Ferenc és Skrobák Ferenc.
A trianoni békeszerződés közigazgatási változásai következtében Krasznokvajda az Encsi járás része lett. 1920-ban 604 lakosa közül mindössze 4 fő nem volt magyar anyanyelvű. A község vallási sokszínűsége fokozódott: a 479 fősre gyarapodott római katolikus felekezettel szemben a többi közösség esetében kisebb-nagyobb mértékű visszaesés következett be: 60 főre csökkent a görögkatolikusok, 33 főre az izraeliták, 30 főre a reformátusok és 1 főre az evangélikusok száma. Ugyanakkor új színfoltként jelent meg 1 görög keleti hívő. 1941-re a népesség 749 főre nőtt. Ez a számbeli gyarapodás három felekezetnek kedvezett: 516-ra emelkedett a római katolikusok, 146-ra a görögkatolikusok és 56-ra a reformátusok száma. Az izraelita közösség ekkor 31 főt számlált, de evangélikus és görög keleti lakosa már nem volt a településnek.

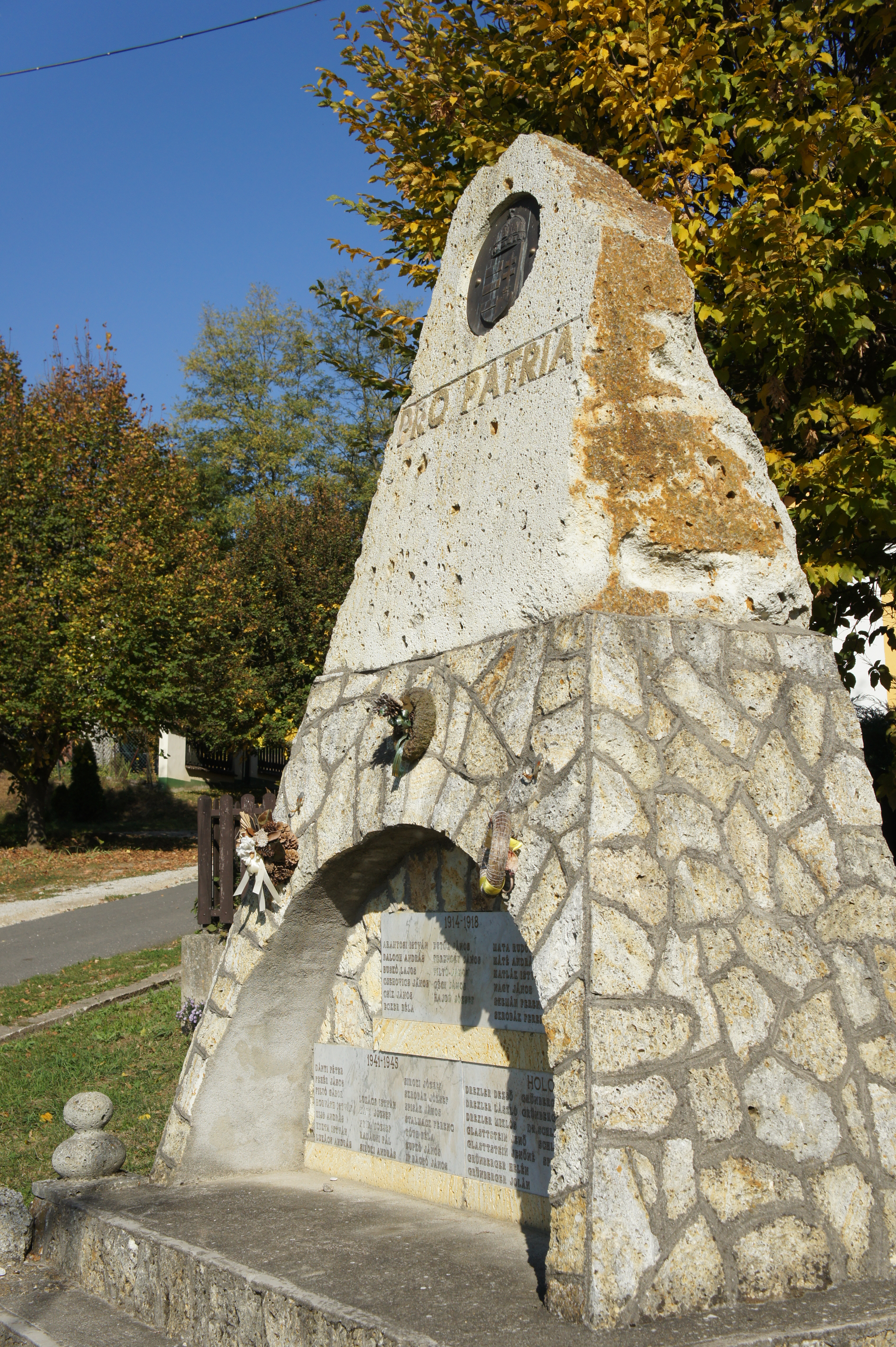
Pro Patria emlékmű az I. és II. világháború és a holokauszt áldozatainak emlékére, Krasznokvajda

A világháborúk közötti periódusban Krasznokvajdán római katolikus és református templom állt és működött gyógyszertár, valamint állami elemi iskola. Két orvos is dolgozott a faluban: Kerekes János és Szentimrey Ákos. A község legnagyobb birtokosai 630 kat. hold tulajdonnal a Scholtz testvérek voltak, de jelentős területet, 380 kat. holdat birtokolt Terényi László is. A Szentimrey család egykori kastélya – kihasználatlanul – ma is áll, az ún. Scholtz-kúriában pedig a körjegyzőség kap otthont. A kisebb birtokkal vagy bérleménnyel rendelkezők között a település viszonylag népes izraelita közösségének tagjai is jelen voltak. Krasznokvajda saját rabbival nem rendelkező orthodox fiókhitközség volt, a gondnoki teendőket Drexler Dezső látta el. A hitközségi tagok száma 1944-ben 62 volt, mely szám magában foglalta Krasznokvajda és a környező hat település izraelita lakosait. A közösség egykori temetkezési helye a mai temető melletti akácos területén helyezkedett el, mára nyoma sincs.
A második világháború közelről érintette a település lakosságát. Hősi halált halt Dányi Péter, Fehér János, Filyó Gábor, Horváth István, Kiss András, Kukta István, Lukács András, Lukács István, Mata József, Nyíri József, Radácsi Pál, Siroki András, Siroki József, Skrobák József, Spisák János, Stalmack Ferenc, Tóth Béla, Zupkó János és ifj. Bacsó János. A veszteségek tovább nőttek a holokauszt áldozataival: Czipszer Béla, Drexler Dezső, Drexler Dezsőné Moskovitz Ilonka, Drexler László, Drexler Miklós, Friedman Herman és családja, Glattstein Jenő, Glattstein Jenőné, Grünberger Helén, Grünberger Vilmos, Grünberger Jolán, Grünberger Márkus, Grünberger Márkusné, Schlier (Schlajer) Judit, Dr. Schlier (Schlajer) Lajosné, Spitz Gyula, Spitz Herman, Spitz Hermanné, Spitz Sándor, Spitz József, Svarcz (Schwartz) Móric, Zeisler György és Zeisler Kálmánné. Az 1941–1945 közötti évek áldozatainak emlékét tábla őrzi a római katolikus templom falán, de közös emlékhellyel is tiszteleg a község a két világháborúban elesett katonák és a vészkorszak idején elhurcolt zsidó lakosok előtt.
Krasznokvajda lakói számára 1944. december 18-án ért véget a második világháború. 1949-ben a háború utáni első népszámlálás szerint a község lakóinak száma 808 volt, akik három fő vallásfelekezethez tartoztak: 70,4%-ban római katolikusok, 21,2%-ban görögkatolikusok és 8,3%-ban reformátusok voltak. Az evangélikusok elenyésző, 0,1%-os jelenléttel rendelkeztek. A szocializmus idején a népességszám folyamatosan csökkent, az 1990. évi népszámlálás idejére 459 fősre apadt a lakónépesség.
A második világháború utáni gazdasági átalakulás lassan indult, de végül megalakult a Krasznokvajda és Vidéke Körzeti Földművesszövetkezet és a Bástya Mezőgazdasági Termelőszövetkezet. Utóbbihoz csatlakoztak Büttös, Kány, Keresztéte, Pamlény, Perecse és Szászfa téeszei is, s az 1970–1980-as években a Bástya lett a térség egyik legsikeresebb gazdálkodó egysége. Irodája az egykori Szentimrey-kastélyban működött. A szövetkezet a jól teljesítők számára kirándulásokat, balatoni nyaralást, sőt külföldi utat is szervezett. A községben fűrészüzem is működött. A lakosok túlnyomó többsége helyben vállalt munkát, az ipari ingázók száma 1960-ban mindössze 65 volt.
Az 1956-os forradalmi események nem hoztak lényegi változást a község életébe. Október 28-án tíztagú munkástanácsot választottak, melynek elnöke valószínűleg Kiss Béla tanító lett. Felelősségre vonás nem történt.
Krasznokvajda a szocializmusban körzeti központként funkcionált. Volt orvosa, védőnője, fogorvosa, állatorvosa, gyógyszertára, mozija, könyvtára és óvodája is. Az általános iskola is körzeti intézménnyé fejlődött. Az itt tanulók száma az 1945/46-os tanévben jellemző 141-ről húsz év alatt 248 főre (valamint 10 felnőtt tanulóra) növekedett, miközben az osztálytermek száma 2-ről 6-ra, a pedagógusoké pedig 2-ről 13-ra emelkedett. A község villamosítása 1960-ban valósult meg.
A második világháború utáni változások közigazgatási átszervezéssel is jártak, minek eredményeképpen 1950-től Krasznokvajda Borsod-Abaúj-Zemplén megye Encsi járásába sorolódott és körjegyzőségi székhely lett. Ebben a minőségében hozzá tartoztak Büttös, Kány, Keresztéte és Perecse községek. Majd 1966. szeptember 30-tól ugyanezen települések, valamint Pamlény és Szászfa a Krasznokvajda nevű és székhelyű községi közös tanács társközségei lettek. A közös tanácsú községet 1984. január 1-jével Encs városkörnyéki községévé nyilvánították. A rendszerváltást követően Krasznokvajdának polgármesteri hivatala szerveződött, 2000-ben pedig a Büttöst, Kányt, Keresztét, Krasznokvajdát és Perecsét magában foglaló körjegyzőség székhelye lett.
A szocializmusban jellemző népességfogyás a rendszerváltás utáni első évtizedben növekedésre váltott, 2001 óta azonban ismét csökkenés tapasztalható, s 2020. január 1-én 464 fős volt a lakónépesség. A 2011. évi népszámlálás alkalmával a község lakói 97,5%-ban magyarnak, 26,6%-ban cigánynak, 3,1%-ban szlováknak, 0,2%-ban németnek mondták magukat, míg szintén 0,2% nem kívánt választ adni. Vallási tekintetben a közösség megoszlása a következő volt: 62,9% római katolikusként, 22,8% görögkatolikusként, 10,1% reformátusként, 0,2% evangélikusként, 1,3% pedig vallási közösségen kívüliként határozta meg magát, míg 2,7% nem adott választ.
Krasznokvajda mikrotérségi központ. Önálló háziorvosi körzettel rendelkezik és biztosított a védőnői, valamint a gyermekorvosi ellátás is. Fogorvosi ellátásra Baktakéken, szakorvosira Encsen van lehetőség. A legközelebbi kórház Szikszón, mintegy 42 km-re, vasútállomás Encsen, 31 km-re található. Az óvoda és a Béres Ferenc nevét viselő általános iskola társulási szerződés alapján fenntartott intézmények, melyek a helyiek mellett a környékbeli községek gyermekeit is fogadják. A település közös önkormányzati hivatalt fenntartó község, melynek székhelyét adja. 2019-ben került felújításra az orvosi rendelő és az óvoda, továbbá a Krasznokvajda, Büttös, Kány, Keresztéte, Perecse, Felsőgagy, Csenyéte és Gagyapáti Községi Közös Önkormányzati Hivatalának épülete. Krasznokvajdán roma nemzetiségi önkormányzat működik.

## Közélete

### Polgármesterei
| Időszak   | Polgármester            | Párt        |                                       |
| --------- | ----------------------- | ----------- | ------------------------------------- |
| 1990–1994 | Pintér István           | független   |                                       |
| 1994–1998 | Bujnóczki Sándor        | független   |                                       |
| 1998–2002 | Bujnóczki Sándor        | független   |                                       |
| 2002–2006 | Bujnóczki Sándor        | független   |                                       |
| 2006–2009 | Bujnóczki Sándor        | MSZP        | Hivatalától megfosztva.               |
| 2009–2010 | Bujnóczki Sándor        | független   | Időközi választás: 2009. november 29. |
| 2010–2014 | Csizmadia Károly Sándor | Fidesz-KDNP |                                       |
| 2014–2019 | Tóbis Béla              | független   |                                       |
| 2019–2024 | Tóbis Béla              | független   |                                       |
| 2024–     | Tóbis Béla              | független   |                                       |

A településen 2009. november 29-én időközi polgármester-választást kellett tartani, mert az előző faluvezetőnek megszűnt a polgármesteri pozíciója, a tisztséggel összefüggő bűncselekmény miatt. Bujnóczki Sándort okirat-hamisításért, társtettesként elkövetett csalásért és hivatali visszaélésért ítélték felfüggesztett szabadságvesztésre, ugyanakkor a közügyek gyakorlásától nem tiltották el, tehát indulhatott az időközi választáson, amit meg is nyert.

## Népesség
Krasznokvajda lakónépességének alakulása (fő)
2001-ben a település lakosságának 71%-a magyar, 29%-a cigány nemzetiségűnek vallotta magát.
A 2011-es népszámlálás során a lakosok 97,5%-a magyarnak, 26,6% cigánynak, 0,2% németnek, 3,1% szlováknak mondta magát (0,2% nem nyilatkozott; a kettős identitások miatt a végösszeg nagyobb lehet 100%-nál). A vallási megoszlás a következő volt: római katolikus 62,9%, református 10,1%, görögkatolikus 22,8%, evangélikus 0,2%, felekezeten kívüli 1,3% (2,7% nem válaszolt).
2022-ben a lakosság 87%-a vallotta magát magyarnak, 16,6% cigánynak, 10,1% szlováknak, 0,4% szlovénnek, 0,2% görögnek, 0,8% egyéb, nem hazai nemzetiségűnek (7,5% nem nyilatkozott; a kettős identitások miatt a végösszeg nagyobb lehet 100%-nál). Vallásuk szerint 39,2% volt római katolikus, 8% református, 12,2% görög katolikus, 0,6% evangélikus, 9% felekezeten kívüli (31% nem válaszolt).

## Látnivalók

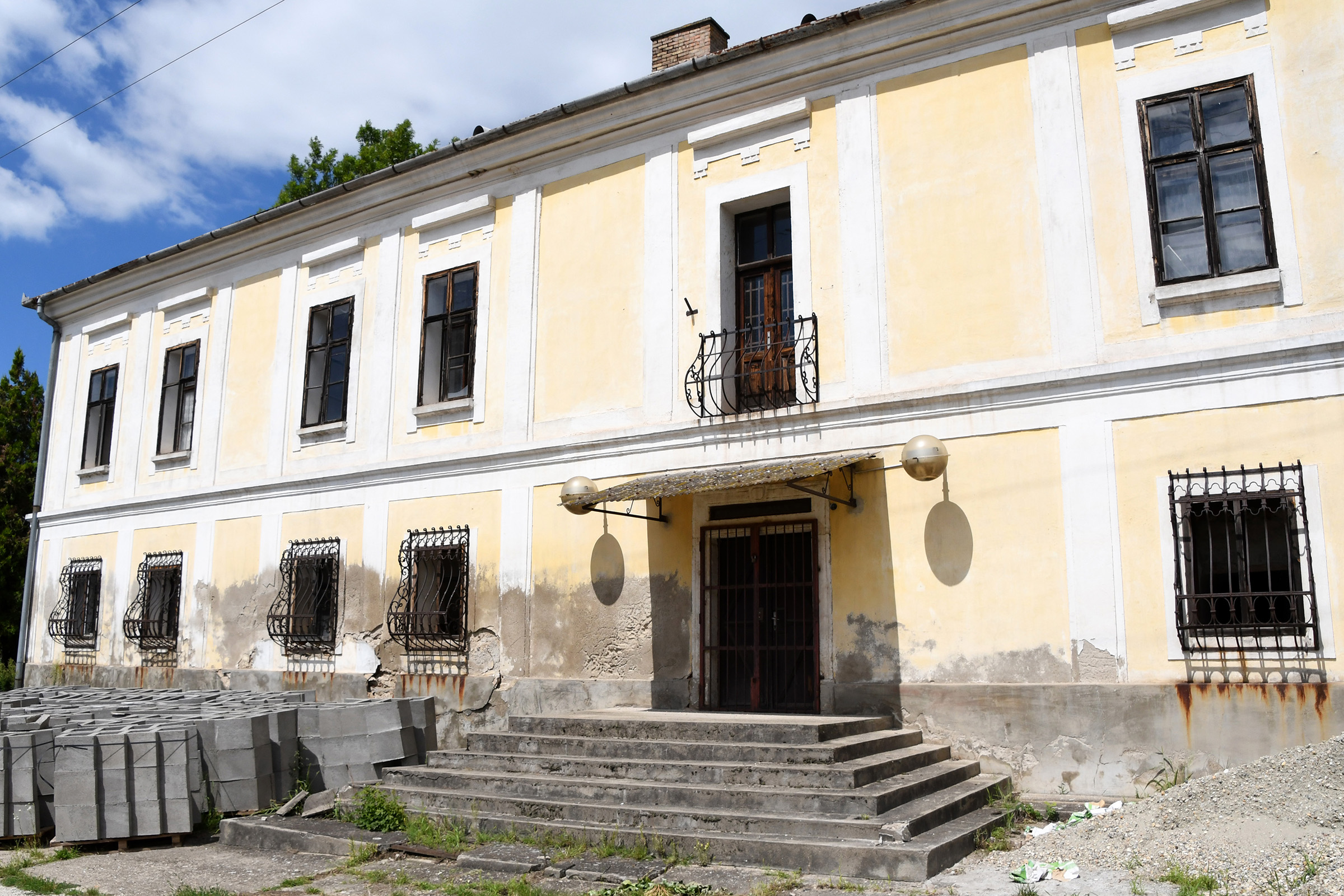
Szentimrey-kastély

- Megtekintésre érdemes a község ófalujának hagyományos településszerkezete
- Műemlék jellegű parasztházak
- Római katolikus temploma barokk stílusú, műemlék.
- Református temploma műemlék jellegű.
- Scholtz-Albin-kastély. Műemlék.
- Szentimrey-kastély. Műemlék.

## Környező települések
Krasznokvajda legközelebbi szomszédai kelet felől Büttös (2 kilométerre), nyugat felől pedig Szászfa (4 kilométerre). A legközelebbi város, Encs körülbelül 25 kilométerre található.